# Botyodes quinquemaculalis
Botyodes quinquemaculalis là một loài bướm đêm trong họ Crambidae.